# Liste des maires de Los Angeles

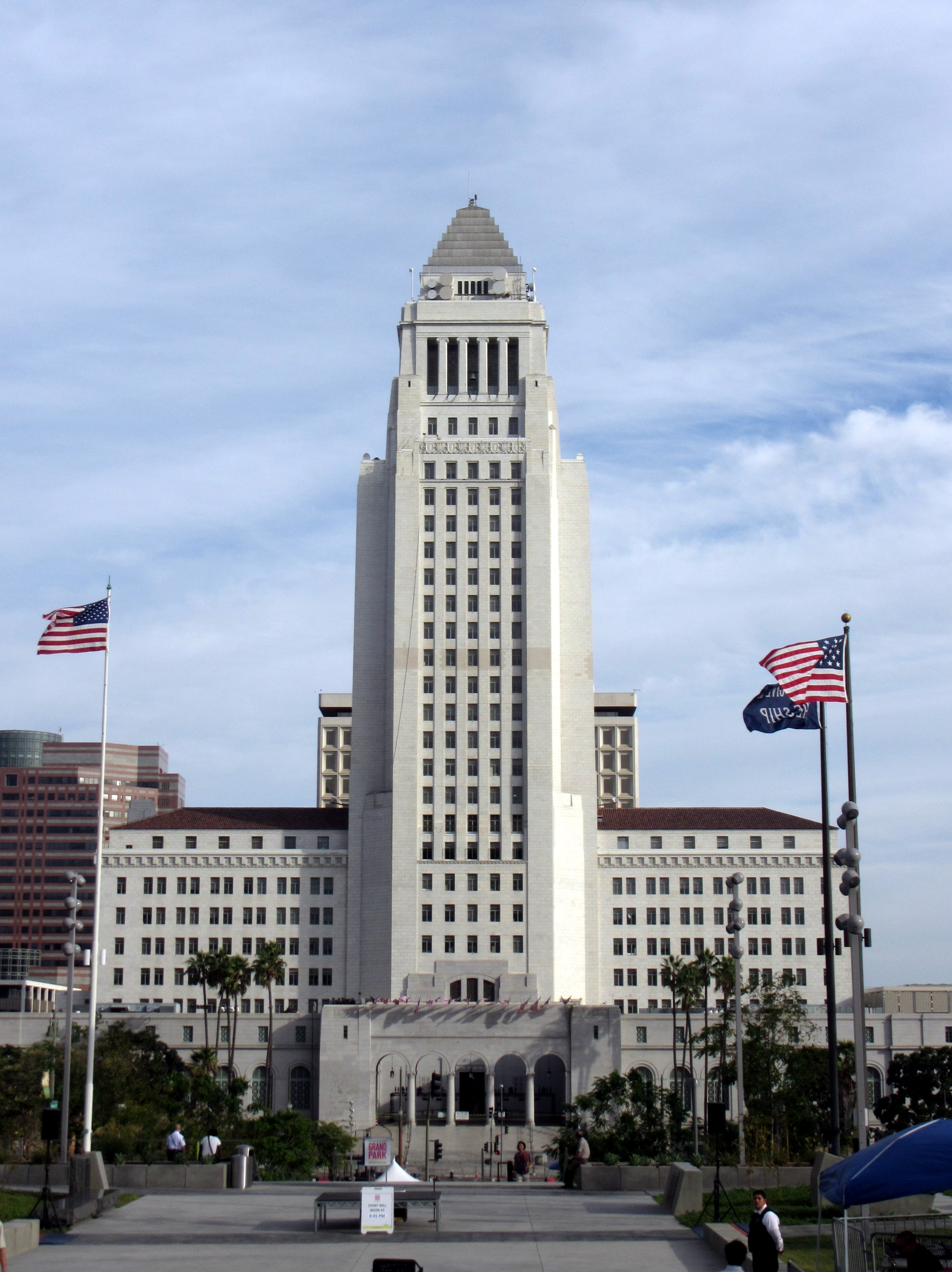
L'hôtel de ville de Los Angeles. Ce bâtiment de 32 étages et 138 mètres de haut est depuis 1928 la mairie de Los Angeles.

Le maire de Los Angeles (en anglais : Mayor of Los Angeles) est la personne élue pour diriger la ville de Los Angeles en Californie (États-Unis). La maire actuelle, Karen Bass, est en fonction depuis le 11 décembre 2022.

## Élection
Le maire est élu pour un mandat de quatre ans et ne peut exercer plus de deux mandats depuis 1993. L'élection n'est pas partisane et a lieu au scrutin uninominal majoritaire à deux tours. 
De 1909 à 2013, les élections se tiennent les années impaires. En octobre 2014, le conseil municipal propose d'organiser les élections municipales avec les élections au poste de gouverneur de Californie les années paires dans le but d'augmenter la participation. Le 3 mars 2015, les électeurs adoptent un amendement à la charte de la ville afin de prolonger le mandat du maire élu en 2017 à cinq ans et demi. À partir de 2022, les élections municipales se tiennent au mois de novembre tous les quatre ans en même temps que l'élection du gouverneur de Californie.

## Histoire
La mandature la plus longue est celle de Tom Bradley qui a occupé la fonction pendant vingt ans (cinq mandats) avant l'établissement de la limitation des mandats. Deux maires sont décédés en cours de mandat : Henry Mellus et Frederick A. MacDougall. Trois Hispaniques ont été élus maire depuis l'incorporation de l'État aux États-Unis, Antonio F. Coronel, Cristobal Aguilar et Antonio Villaraigosa, ainsi que deux canadiens français, Damien Marchesseault pendant trois périodes distinctes, et Prudent Beaudry. La première femme maire est Karen Bass, élue en 2022. Elle est également la deuxième personnalité afro-américaine, après Tom Bradley.

## Liste des maires
| #  | Maire                  | Mandat                                             | Parti | Parti       |
| -- | ---------------------- | -------------------------------------------------- | ----- | ----------- |
| 1  | Alpheus P. Hodges      | 1er juillet 1850–7 mai 1851 (un mandat)            |       |             |
| 2  | Benjamin Davis Wilson  | 7 mai 1851–4 mai 1852 (un mandat)                  |       |             |
| 3  | John G. Nichols        | 4 mai 1852–3 mai 1853 (un mandat)                  |       | Démocrate   |
| 4  | Antonio F. Coronel     | 3 mai 1853–4 mai 1854 (un mandat)                  |       | Démocrate   |
| 5  | Stephen C. Foster      | 4 mai 1854–13 janvier 1855 (un mandat)             |       | Démocrate   |
|    | (aucun)                | 13–25 janvier 1855                                 |       |             |
| 6  | Stephen C. Foster      | 25 janvier 1855–9 mai 1855 (mandat partiel)        |       | Démocrate   |
| 7  | Dr. Thomas Foster      | 9 mai 1855–7 mai 1856 (un mandat)                  |       | Démocrate   |
| 8  | Stephen C. Foster      | 7 mai 1856–22 septembre 1856 (mandat partiel)      |       | Démocrate   |
| 9  | Manuel Requena         | 22 septembre 1856–4 octobre 1856 (par intérim)     |       | Républicain |
| 10 | John G. Nichols        | 4 octobre 1856–9 mai 1859 (trois mandats)          |       | Démocrate   |
| 11 | Damien Marchesseault   | 9 mai 1859–9 mai 1860 (un mandat)                  |       | Démocrate   |
| 12 | Henry Mellus           | 9 mai 1860–26 décembre 1860                        |       | Démocrate   |
| 13 | William Woodworth      | 27 décembre 1860–7 janvier 1861 (par intérim)      |       | Démocrate   |
| 14 | Damien Marchesseault   | 7 janvier 1861–6 mai 1865 (quatre mandats)         |       | Démocrate   |
| 15 | Joseph Mascarel        | 5 mai 1865–10 mai 1866 (un mandat)                 |       | Républicain |
| 16 | Cristobal Aguilar      | 10 mai 1866–7 décembre 1868 (deux mandats)         |       | Démocrate   |
| 17 | Joel Turner            | 9 décembre 1868–9 décembre 1870 (deux mandats)     |       | Démocrate   |
| 18 | Cristobal Aguilar      | 9 décembre 1870–5 décembre 1872 (deux mandats)     |       | Démocrate   |
| 19 | James R. Toberman      | 5 décembre 1872–18 décembre 1874 (deux mandats)    |       | Démocrate   |
| 20 | Prudent Beaudry        | 18 décembre 1874–8 décembre 1876 (deux mandats)    |       |             |
| 21 | Frederick A. MacDougal | 8 décembre 1876–16 novembre 1878 (deux mandats)    |       | Démocrate   |
| 22 | Bernard Cohn (en)      | 21 novembre 1878–5 décembre 1878 (mandat partiel)  |       | Démocrate   |
| 23 | James R. Toberman      | 5 décembre, 1878–9 décembre 1882 (quatre mandats)  |       |             |
| 24 | Cameron E. Thom        | 9 décembre 1882–9 décembre 1884 (deux mandats)     |       | Démocrate   |
| 25 | Edward F. Spence       | 9 décembre 1884–14 décembre 1886 (deux mandats)    |       | Républicain |
| 26 | William H. Workman     | 14 décembre 1886–10 décembre 1888 (deux mandats)   |       | Démocrate   |
| 27 | John Bryson            | 10 décembre 1888–25 février 1889 (un mandat)       |       | Démocrate   |
| 28 | Henry T. Hazard        | 25 février 1889–5 décembre 1892 (deux mandats)     |       | Républicain |
| 29 | William H. Bonsall     | 5 décembre 1892–12 décembre 1892 (par intérim)     |       | Républicain |
| 30 | Thomas E. Rowan        | 12 décembre 1892–12 décembre 1894 (un mandat)      |       | Démocrate   |
| 31 | Frank Rader (en)       | 12 décembre 1894–16 décembre 1896 (un mandat)      |       | Républicain |
| 32 | Meredith P. Snyder     | 16 décembre 1896–15 décembre 1898 (un mandat)      |       | Démocrate   |
| 33 | Frederick Eaton        | 15 décembre 1898–12 décembre 1900 (un mandat)      |       | Républicain |
| 34 | Meredith P. Snyder     | 12 décembre 1900–8 décembre 1904 (deux mandats)    |       | Démocrate   |
| 35 | Owen McAleer           | 8 décembre 1904–13 décembre 1906 (un mandat)       |       | Républicain |
| 36 | Arthur C. Harper       | 13 décembre 1906–11 mars 1909 (un mandat)          |       | Démocrate   |
| 37 | William D. Stephens    | 15 mars 1909–26 mars 1909                          |       | Républicain |
| 38 | George Alexander       | 26 mars 1909 - Juillet 1913 (deux mandats)         |       | Démocrate   |
| 39 | Henry Rose             | Juillet 1913 - Juillet 1915 (un mandat)            |       | Républicain |
| 40 | Charles E. Sebastian   | Juillet 1915–2 septembre 1916 (un mandat)          |       | Démocrate   |
| 41 | Frederick T. Woodman   | 5 septembre 1916 - Juillet 1919 (deux mandats)     |       | Républicain |
| 42 | Meredith P. Snyder     | juillet 1919 - juillet 1921 (un mandat)            |       | Démocrate   |
| 43 | George E. Cryer        | juillet 1921 - juillet 1929 (trois mandats)        |       | Républicain |
| 44 | John C. Porter         | juillet 1929 - juillet 1933 (un mandat)            |       | Démocrate   |
| 45 | Frank L. Shaw          | juillet 1933–26 septembre 1938 (deux mandats)      |       | Reform      |
| 46 | Fletcher Bowron        | 26 septembre 1938–30 juin 1953 (quatre mandats)    |       | Démocrate   |
| 47 | C. Norris Poulson      | 1er juillet 1953–30 juin 1961 (deux mandats)       |       | Républicain |
| 48 | Samuel W. Yorty        | 1er juillet 1961–30 juin 1973 (trois mandats)      |       | Démocrate   |
| 49 | Tom Bradley            | 1er juillet 1973–30 juin 1993 (cinq mandats)       |       | Démocrate   |
| 50 | Richard J. Riordan     | 1er juillet 1993–30 juin 2001 (deux mandats)       |       | Républicain |
| 51 | James K. Hahn          | 1er juillet 2001 - 30 juin 2005 (un mandat)        |       | Démocrate   |
| 52 | Antonio Villaraigosa   | 1er juillet 2005 - 30 juin 2013 (deux mandats)     |       | Démocrate   |
| 53 | Eric Garcetti          | 1er juillet 2013 - 11 décembre 2022 (deux mandats) |       | Démocrate   |
| 54 | Karen Bass             | Depuis le 11 décembre 2022                         |       | Démocrate   |